# Shuanghuan Auto
La Shijiazhuang Shuanghuan Automobile Co., Ltd. è stata una casa automobilistica fondata nel 1988 in Cina con sede a Shijiazhuang, Hebei. La società vendeva i suoi veicoli con il marchio Shuanghuan Auto nel mercato interno cinese e col marchio Shuanghuan nei mercati esteri.
L’azienda è diventata nota principalmente a causa dei suoi veicoli (CEO e Noble) esteticamente accusati di plagio. Nel 2002, Shuanghuan ha acquisito la Red Star Auto Manufacturing Company in modo da poter espandere la propria rete di concessionari.
Nel 2009, la stessa Shuanghuan è stata acquisita da Liaoning SG Automotive Co, Ltd.

## Storia
Il primo modello del costruttore fu un pick-up chiamato Shuanghuan Laibao. La presentazione avvenne nell'aprile 1988 ed era una copia illegale del Toyota Hilux degli anni ottanta. La vettura era destinata soprattutto alle aziende e le famiglie che vivevano nelle aree rurali ma le vendite furono deludenti. Nel corso degli anni subì degli aggiornamenti sia estetici che meccanici. 
Nel 1998 Shuanghuan presenta il secondo modello, lo Jiaolian, un commerciale leggero derivato dal telaio a longheroni Laibao che era disponibile sia in versione pick-up (codice HBJ 6460) che nella versione Van (HBJ 5020) con il cassone chiuso lastrato o vetrato. 

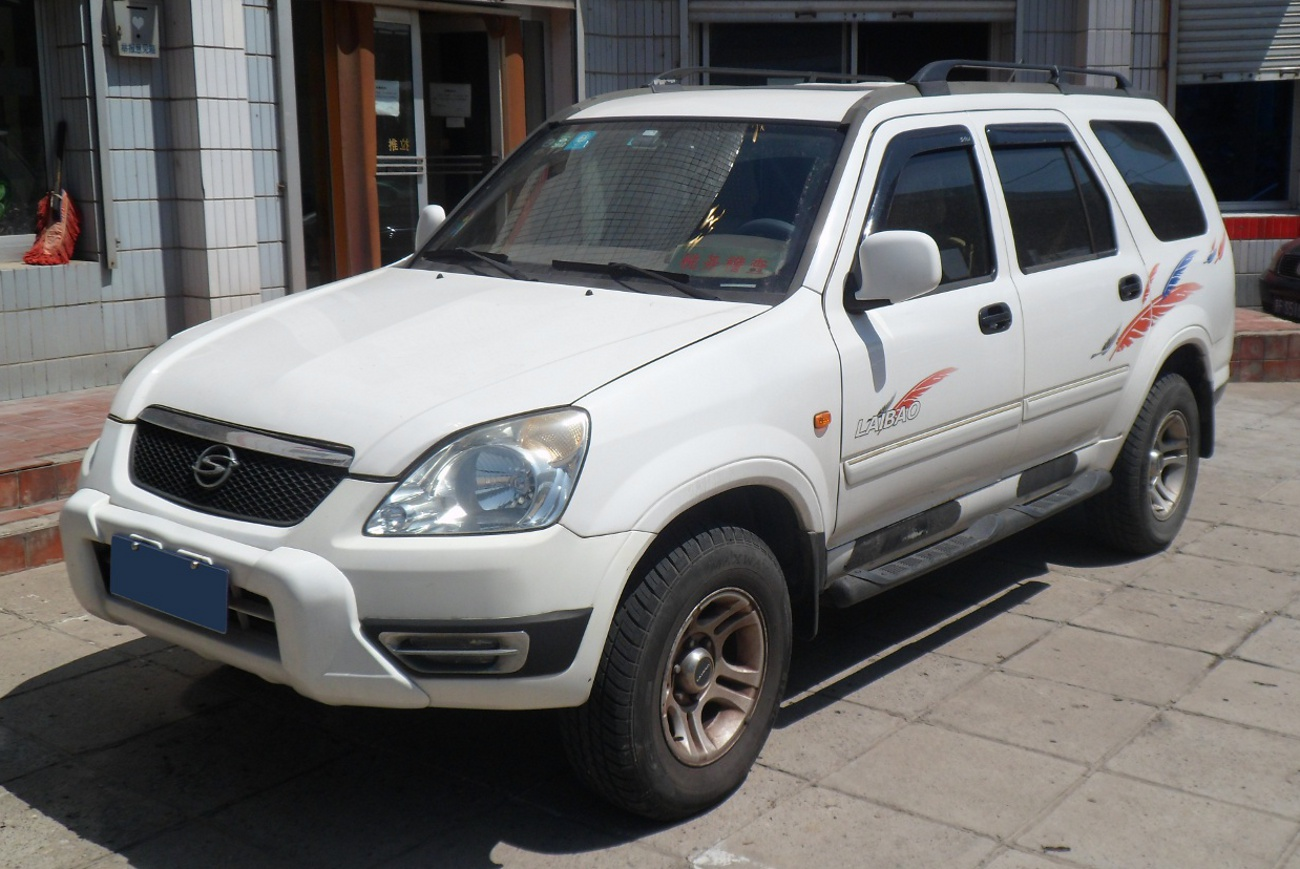
Il Laibao

Nell'estate del 1999 viene presentata la Shuanghuan Rabo S-RV, un fuoristrada a cinque porte basato sul telaio del Jiaolian.
Nel 2002, Shuanghuan è entrata anche nella produzione automobilistica e ha presentato il suo primo SUV di dimensioni medio-grandi, il Shuanghuan CEO (noto codice C9 internamente). Con questo SUV la casa inizió ad esportare veicoli anche nei mercati esteri. Il CEO però era una copia illegale del BMW X5 (E53) di prima generazione e nel 2006 arrivarono i primi scontri, in quanto l’importatore tedesco China Automobil acquisì la licenza per la vendita del veicolo sul mercato europeo e la BMW accusó di plagio la Shuanghuan. Nel 2008 venne vietata la vendita della CEO in Germania.

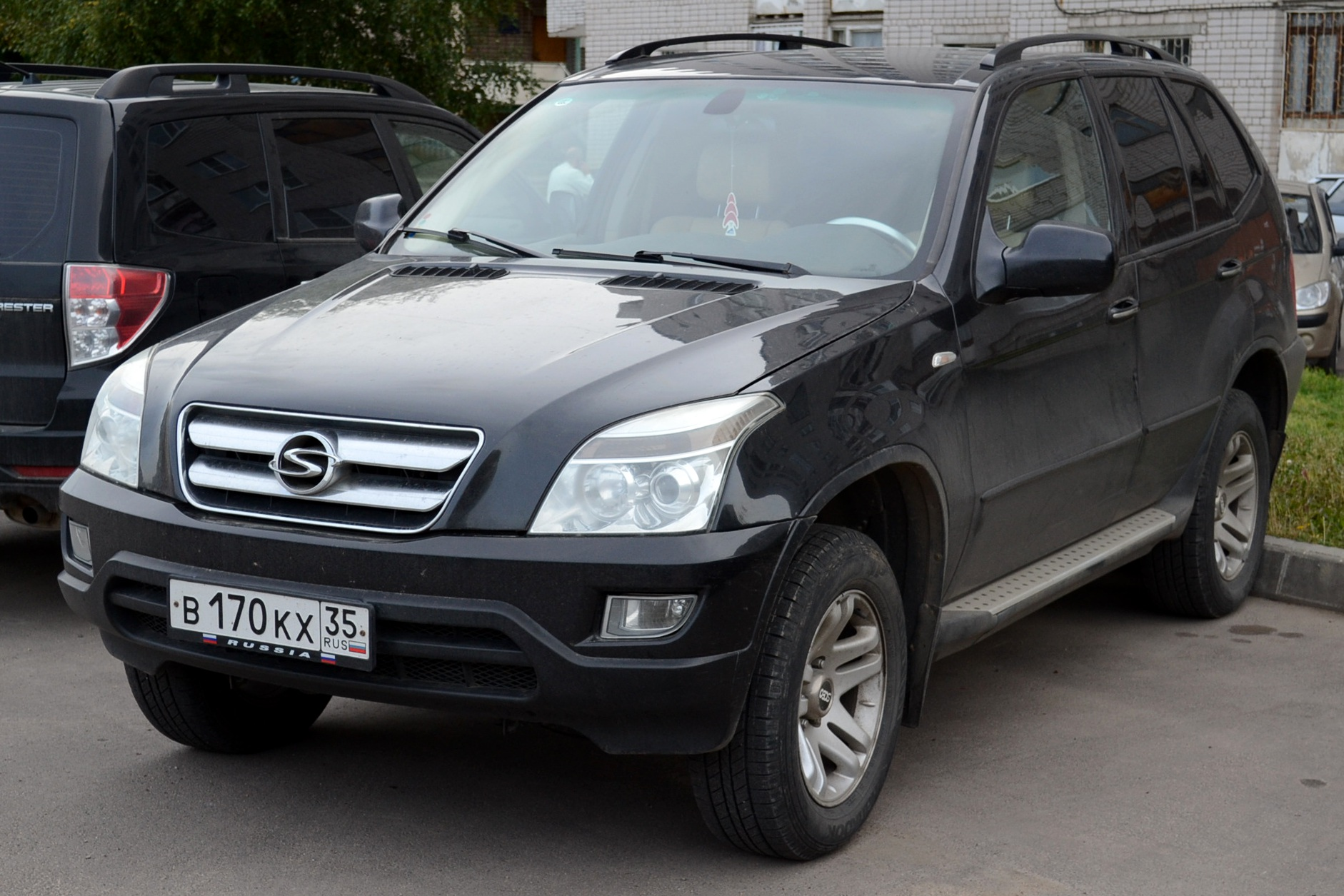
Lo Shuanghuan CEO

Nel 2004 viene presentata la city car Noble basata sul telaio accorciato della Suzuki Alto anni novanta ed esteticamente era una copia illegale della Smart Fortwo. La Daimler-Benz avvió una causa legale contro la Shuanghuan per impedirne la vendita nei mercati esteri, e la Noble venne vietata in Germania e Grecia. In Italia la Martin Motors provò ad importarla dal 2007 rimarchiata Bubble ma in seguito alle denunce della Daimler fallì miseramente. Nel 2015 fallì anche l’importatore Martin Motors.
Nel 2016 il Ministero dell’Industria Cinese ha dichiarato la Shuanghuan fallita.

## Modelli prodotti
- Shuanghuan Laibao: pick-up medio-grande, copia illegale del Toyota Hilux.
- Shuanghuan Jiaolian: pick-up prodotto anche in versione Van.
- Shuanghuan Rabo S-RV: fuoristrada basato sul telaio del Laibao.
- Shuanghuan CEO: SUV 5 porte copia illegale della BMW X5.
- Shuanghuan Noble: city car tre porte copia illegale della Smart ForTwo.